# WCT Challenge Cup
Il WCT Challenge Cup è stato un torneo di tennis facente parte del World Championship Tennis giocato dal 1976 al 1980 a Honolulu, Hawaii nel 1976, a Las Vegas, Nevada nel 1977, a Montego Bay in Giamaica nel 1978 e a Montréal in Canada dal 1979 al 1980 su campi in sintetico indoor. Vi partecipavano 8 giocatori.

## Albo d'oro

### Singolare
| Località     | Anno   | Vincitore     | Finalista      | Punteggio               |
| ------------ | ------ | ------------- | -------------- | ----------------------- |
| Keauhou-Kona | 1976   | Ilie Năstase  | Arthur Ashe    | 6–3, 1–6, 6–7, 6–3, 6–1 |
| Las Vegas    | 1977   | Jimmy Connors | Roscoe Tanner  | 6–2, 5–6, 3–6, 6–2, 6–5 |
| Las Vegas    | 1977 2 | Ilie Năstase  | Jimmy Connors  | 3–6, 7–6, 6–4, 7–5      |
| Montego Bay  | 1978   | Ilie Năstase  | Peter Fleming  | 2–6, 5–6, 6–2, 6–4, 6–4 |
| Montréal     | 1979   | Björn Borg    | Jimmy Connors  | 6–4, 6–2, 2–6, 6–4      |
| Montréal     | 1980   | John McEnroe  | Vijay Amritraj | 6–1, 6–2, 6–1           |